# الجبهة الشعبية الأذربيجانية
حزب الجبهة الشعبية الأذربيجانية (APFP) (بالأذرية: Azərbaycan Xalq Cəbhəsi Partiyası)‏ هو حزب سياسي معارض في أذربيجان، أسس في عام 1992 من قبل ابو الفضل الجي بيك. بعد وفاة الجي بيك عام 2000، انقسم الحزب إلى فصيلين، الجناح الإصلاحي بقيادة علي كريملي والجناح الكلاسيكي بقيادة ميرمود ميرالي أوغلو.
خلال 5 نوفمبر تشرين الثاني 2000 (و7 يناير كانون الثاني 2001) انتخابات برلمانية، فاز الحزب 11.0% من الأصوات و 6 من أصل 125 مقعدا في الجمعية الوطنية في أذربيجان. وفاز مرشحها قدرت حسن غولييف بنسبة 0.4% فقط من الأصوات الشعبية في الانتخابات الرئاسية في 15 أكتوبر 2003. في الانتخابات البرلمانية التي جرت في 6 نوفمبر 2005، انضمت الجبهة إلى الحرية (بالأذرية: Azadlıq)‏ كتلة لكنها فازت بمقعد واحد فقط.

## تاريخ الجبهة الشعبية الأذربيجانية
كانت الجبهة الشعبية لأذربيجان (الجبهة) منظمة في أذربيجان توحد عددًا من المنظمات العامة غير الرسمية في منظمة واحدة، تعمل من أجل الاستقلال عن الاتحاد السوفياتي.
تأسست الجبهة الشعبية لأذربيجان في 16 يوليو 1988 بمبادرة من الأفراد الوطنيين الأذربيجانيين نتيجة لحركة الشعب الأذربيجاني من أجل الحرية والسيادة والديمقراطية. جاء اتحاد (الجبهة) لتوحيد عدد من المنظمات العامة غير الرسمية التي تأسست في الثمانينيات من القرن الماضي للنضال من أجل استقلال أذربيجان عن الاتحاد السوفيتي. في عام 1987 أصبح علي كريملي، وهو طالب في كلية الحقوق، مؤسس وقائد إحدى هذه المنظمات غير الرسمية - "Yurd" («الوطن»)، التي ألهمت وقادت الآلاف من الطلاب إلى الساحة الرئيسية لمدينة باكو للاحتجاج ضد الشيوعية النظام الحاكم حين ذاك. نتيجة لهذه الخطوة الشجاعة، اجتاحت حملة واسعة النطاق من المظاهرات والاجتماعات العامة في جميع أنحاء أذربيجان. في وقت لاحق تم قمع الحركة من قبل القوات الخاصة لوزارة الدفاع ووزارة الداخلية لاتحاد الجمهوريات الاشتراكية السوفياتية. على الرغم من هذه الحقيقة، تأسست الجبهة الشعبية لأذربيجان وأصبحت يورد جزءًا لا يتجزأ من هذه الحركة.
في سبتمبر 1989، تبنى المجلس الأعلى لأذربيجان، تحت ضغط من (الجبهة) وأعضائه، قانون «السيادة الاقتصادية لجمهورية أذربيجان الاشتراكية السوفياتية». نتيجة لصراع مستمر بلا هوادة تحت قيادة (الجبهة)، تم الاعتراف بشجاعة وتحدي الشعب الأذربيجاني في مواجهة القمع السوفياتي والاحتفاء به في جميع أنحاء الاتحاد السوفياتي السابق وحول العالم. من أجل وقف شعبية (الجبهة)المتزايدة، ووقف المذابح الدموية للأرمن التي خلفت أكثر من 130 أرمنيًا، في يناير 1990 بتحريض بشكل مباشر من (الجبهة)، أرسلت السلطات السوفيتية الجيش إلى مدينة باكو. وقتل حوالي 130 مدنيا وأصيب 600. كان الغرض الرئيسي من عملية باكو، برئاسة دميتري يازوف - وزير الدفاع في اتحاد الجمهوريات الاشتراكية السوفياتية السابق، تدمير الهياكل السياسية (الجبهة). يعتقد البعض أن خطط الشيوعيين فشلت لأن (الجبهة)كانت حركة وطنية حقيقية ولم يساهم هذا الحدث إلا في تعزيز ثقة الناس في المنظمة وأدى إلى نهاية القوة السوفيتية في أذربيجان.
في عام 1992، فاز أبو الفضل الشيبي، زعيم (الجبهة)، بأول انتخابات رئاسية ديمقراطية ظاهرية في البلاد. وتبع ذلك فترة من الإصلاحات السياسية والاجتماعية والاقتصادية. تم اعتماد قوانين الأحزاب السياسية وحرية الصحافة والتعليم وغيرها. اختارت البلاد مسارًا اقتصاديًا ليبراليًا مؤيدًا للغرب ونفذت سياسة نقدية ناجحة مع إنشاء العملة الوطنية. كانت أكثر الابتكارات شعبية هي الإصلاحات الإدارية والإصلاحات الموجهة نحو إنشاء المجتمع المدني. نتيجة لسياسات حازمة ومتسقة من (الجبهة)، تم سحب الجيش الروسي (السوفياتي سابقًا) من أذربيجان في أبريل 1993. أصبحت أذربيجان الجمهورية الأولى في الاتحاد السوفياتي السابق وواحدة من الأولى في الكتلة الاشتراكية السابقة التي نجحت في تحقيق انسحاب كامل وغير مشروط للقوات الروسية.
ومع ذلك، لم تستطع السياسة المستقلة والموالية للغرب لحكومة (الجبهة)تلبية المصالح الجيوسياسية لروسيا وإيران، وبالتالي، بدعم من هذه الدول، استولى الشيوعيون السابقون بقيادة الجنرال امن الدولة السابق حيدر علييف على السلطة. واضطر الرئيس أبو الفضل الشيبي إلى مغادرة العاصمة. ألقي القبض على آلاف الأشخاص؛ أصبح أعضاء (الجبهة)ضحايا الإرهاب السياسي. في الواقع، كان هذا ثاني أكبر هجوم على (الجبهة)من أجل تدمير هذه المنظمة بالكامل، بينما كان القائد خارج العاصمة. على الرغم من أن النظام الجديد افترض في مرحلة لاحقة ادعاء الديمقراطية، كان من الواضح أن أذربيجان كانت مرة أخرى في قبضة الاستبداد.

## روابط خارجية
- الموقع الرسمي للحزب